# Dólmenes de Santa Elena (Biescas)
Los dólmenes de Santa Elena son dos construcciones megalíticas, correspondientes al eneolítico, situadas en el término de Biescas (Huesca).

## Emplazamiento
Se localizan a cuatro kilómetros de Biescas, a la entrada del Valle de Tena, en la llanada de Santa Engracia, en la orilla izquierda del Gállego y en la derecha del barranco de Lasieso. En sus inmediaciones están el Fuerte de Santa Elena y la ermita de Santa Elena, patrona de Biescas.
El acceso es fácil y el entorno se ha adaptado para las visitas con paneles informativos, vallas de protección de los dólmenes y aparcamientos.

## Megalitismo en Aragón
Los megalitos se encuentran en el Pirineo y Prepirineo, a una altitud que oscilaría entre los 700 y 1000 metros. Pertenecen a pueblos de economía pastoril datados en el eneolítico, hace unos 5000 años, aunque estas construcciones con frecuencia fueron reutilizadas posteriormente, en la Edad de Bronce. Además de los dólmenes de Santa Elena, se conservan varios testimonios  de este tipo de construcciones en Guarrinza, en la subida al Puerto del Palo, Canal Roya y Puerto de Escalé;  por otra parte se ha localizado uno en Lasaosa, Rodellar, Tella, Aragüés del Puerto y Villanúa.

## Estructura
El primer dolmen está constituido por un túmulo (un montículo de piedras que cubría el dolmen), dos ortostatos (grandes losas verticales o inclinadas) sobre los que descansa la cubierta (la losa que cubre la construcción). Estos elementos conforman la cámara (es espacio cerrado en el que se llevaban a cabo los enterramientos y se depositaban los ajuares de los difuntos, formados por piezas de cerámica, puntas de flecha, collares de cuentas y broches).
La cámara está abierta al este, mide 1,45 m de largo, 0,72 de ancho y tiene 1,5 de altura.
Ha sido ocupado y saqueado a lo largo del tiempo y, en consecuencia, los restos humanos encontrados son poco reveladores ya que fueron removidos en diversas ocasiones. Por este motivo el ajuar encontrado es escaso; se reduce una punta de flecha lanceolada de 53 mm, un colgante hecho con diente de ciervo pulimentado y un botón con perforación en forma de "V".

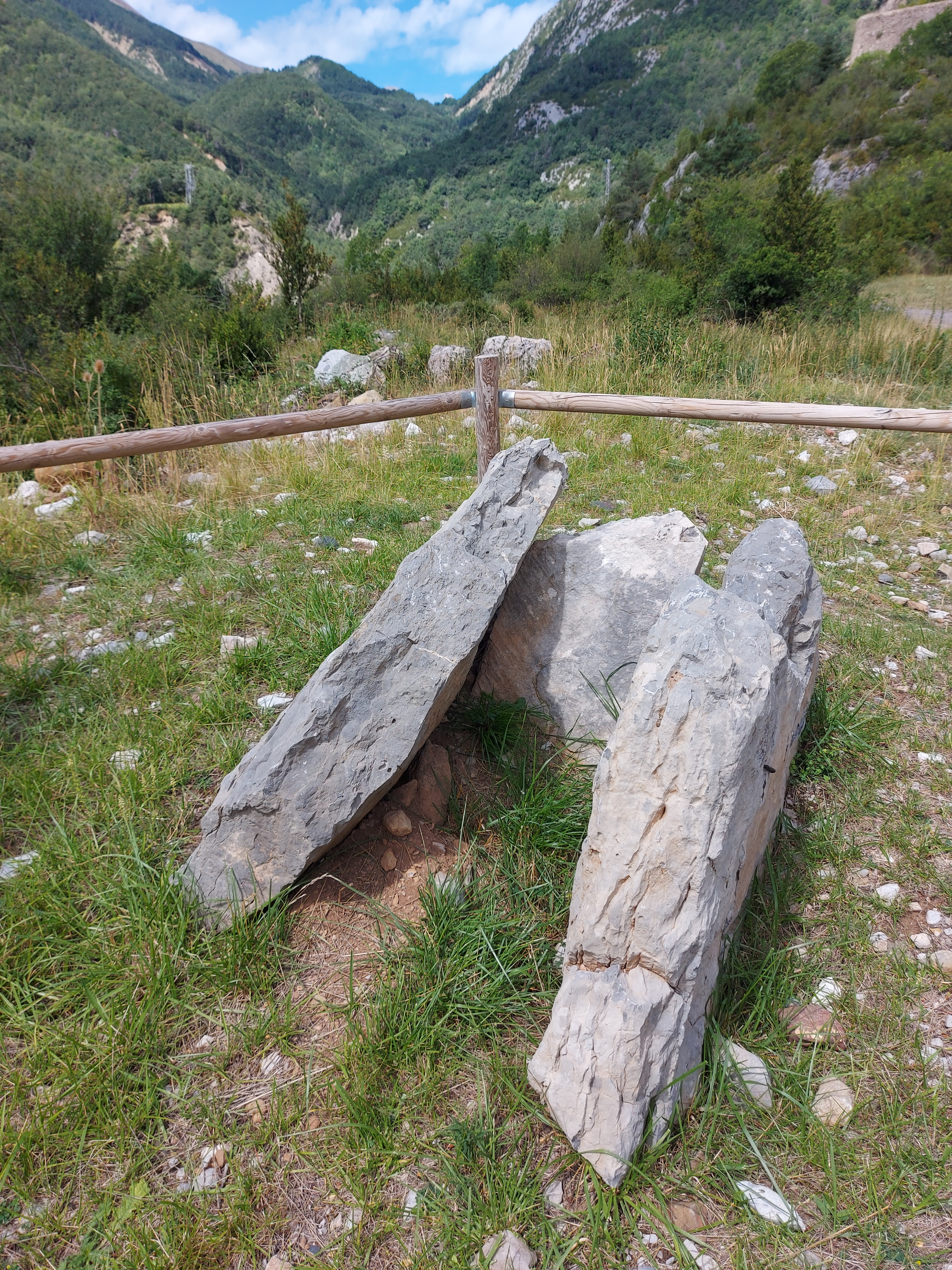
Segundo dolmen de Santa Elena

El segundo dolmen se encuentra a unos cincuenta metros al oeste. También presenta la cámara abierta al este. Se conservan los tres ortostatos que formaban la cámara, cuyas medidas son de 1,7 m y 1,3 y 0,6 , la altura sería como el anterior de 1,5 m. Uno de ellos se desplazó y provocó la caída de la cubierta, que ha desaparecido. También fue expoliado y, por este motivo, los restos encontrados en la excavación se reducen a un punta de flecha de 25 mm, una pieza de azabache, una cuenta de collar de piedra blanca y un fragmento de hueso pulimentado. 
A su lado se encuentra la capilla restaurada (zoque) de santa Engracia, en cuyo limosnero se encontraron 47 monedas de diversas procedencias y épocas.

## Excavación y publicación

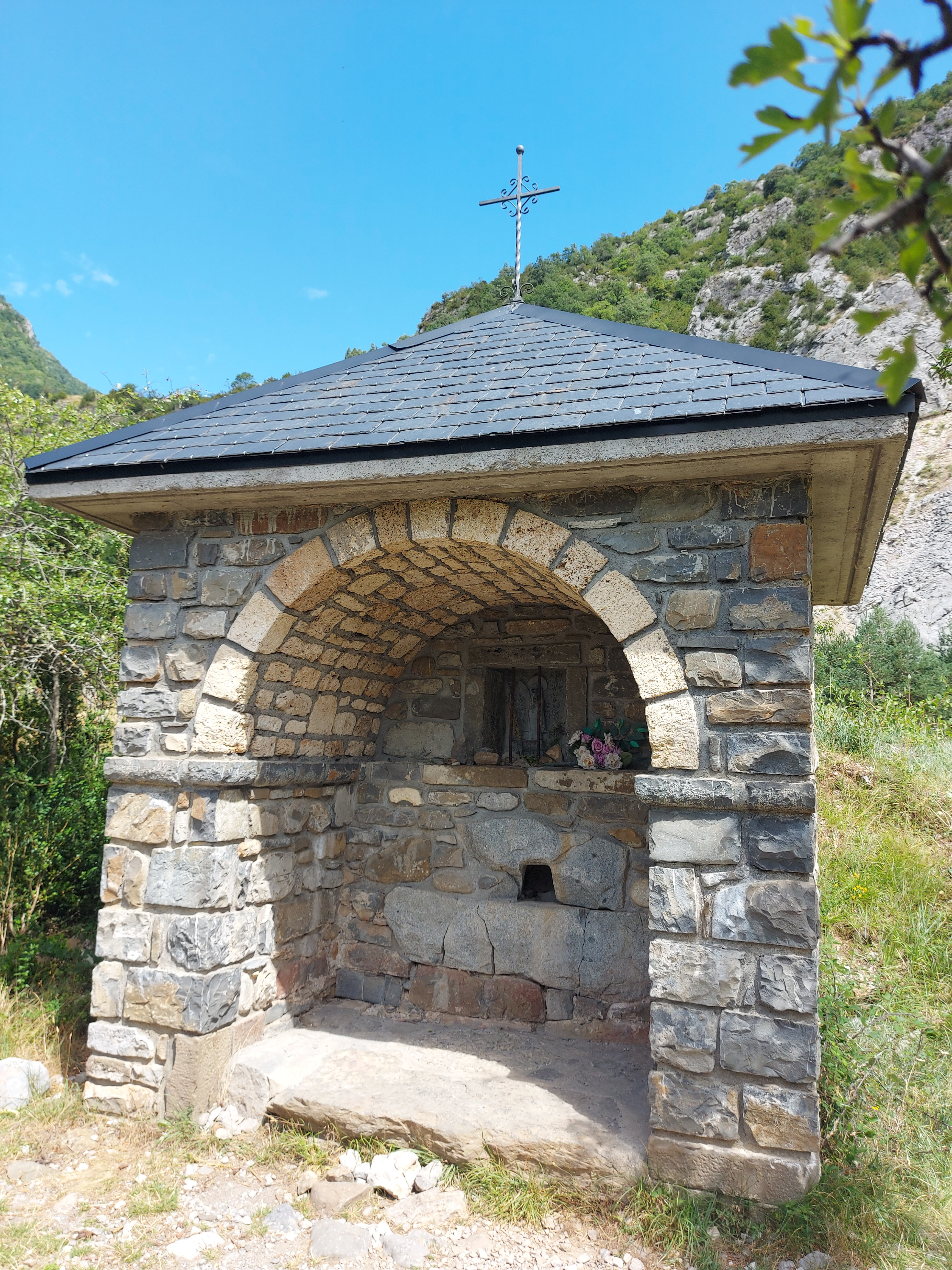
Ermita de Santa Engracia

En conjunto megalítico fue descubierto  en 1931 por Roque Herráiz, médico de Biescas. Tres años más tarde, en 1934, fue excavado por Martín Almagro Basch y publicó los resultados en "Actas y Memorias de la Sociedad Española de Antropología, Etnografía y Prehistoria".
Fue destruido en la Guerra Civil durante en el transcurso de la denominada Ofensiva de Biescas(1937). 
En 1975 se reconstruyó el primer dolmen por parte del Museo Provincial de Huesca y el Ayuntamiento de Biescas. 
En 2018, a iniciativa de la Asociación Cultural ERATA de Biescas, gracias a una antigua fotografía y a los testimonios de  algún vecino del pueblo se localizaron los restos del segundo dolmen bajo un acopio de escombros de una antigua cantera contigua. Tras la limpieza de estos restos se comprobó que este dolmen se había conservado exactamente igual que en 1931.2018-XII-3.</ref>